# Endeavour (série de televisão)
Endeavour, é uma série de televisão britânica dos gêneros drama e policial, exibida originalmente pela emissora inglesa ITV. A trama atua como um importante prelúdio à aclamada série Inspector Morse, um dos clássico da TV inglesa, lançado na década de 1980. O enredo retrata a juventude do detetive Morse, um homem culto, apreciador de ópera, arte e palavras cruzadas, que abandonou a faculdade de literatura de Oxford para seguir a carreira policial. 
No Brasil, foi exibida pelo canal Films & Arts, contando com a produção da Screen Mammoth e Masterpiece. O episódio piloto foi exibido em 2 de janeiro de 2012 no formato de telefilme, para celebrar os 25 anos do personagem Inspetor Morse. A exibição teve um pico de audiência com uma média de 8.2 milhões de telespectadores. 

## Produção
A produção estrelada por Shaun Evans (Endeavour Morse), no papel do novato detetive da polícia de Oxford, também foi transmitida pela PBS nos Estados Unidos em 1 de julho de 2012. Abigail Thaw,  filha do ator John Thaw, que interpretou Morse na série original interpreta a editora Dorothea Frazido do jornal Oxford Mail.
A ITV encomendou a primeira temporada com 4 episódios, todos filmados durante o verão de 2012 e para a alegria dos fãs foi ao ar em abril do ano seguinte. Aclamada pelo público e pela crítica, a emissora anunciou em 5 de junho de 2013 a segunda temporada, também com 4 episódios. No início de 2016, a terceira temporada da série foi ao ar.
No segundo semestre de 2019, a série foi renovada para a oitava temporada, composta por três episódios e filmada entre março e junho de 2021. O cancelamento da série foi oficializado em maio de 2022, logo após o início das filmagens da nona temporada. A última temporada, ambientada em 1972, marcaria a transição de Endeavour para os eventos de Inspector Morse. A nona temporada estreou em 26 de fevereiro de 2023 e foi exibida até 12 de março do mesmo ano.

## Enredo
Ambientada na década de 1960 em Oxford, na Inglaterra, a trama relata o início da carreira de Endeavour Morse (Shaun Evans), que após abandonar o terceiro ano de Literatura na Universidade de Oxford se une a polícia de Carshall New Town, uma referência ao nome da cidade fictícia “Late Call” criada por Angus Wilson em sua obra lançada em 1964. No telefilme piloto, o jovem Morse é transferido para o departamento de investigação criminal após dois anos como policial uniformizado. Desiludido com as aplicações das leis, ele começa a escrever uma carta de demissão, mas antes que ele renuncie a seu cargo, Morse é enviado com outros detetives para uma delegacia em Cowley para investigar o desaparecimento de uma estudante de 15 anos.
Por ter sido estudante em Oxford, Endeavour encontra vantagens e desvantagens para enfrentar a duplicidade de seu personagem. Diante das dificuldade, ele renuncia ao seu cargo no decorrer da trama, mas o detetive e inspetor veterano Fred Thursday (Roger Allam) vê em Morse um grande investigador e alguém que ele pode confiar, assim surge a lenda no papel do novo assistente de Thursday que futuramente seria o aclamado Inspetor Morse.

## Primeira Temporada (piloto 2012 - episódios 2013)
Em 1965, o jovem policial Endeavour Morse é transferido para a Polícia de Oxford após participar da investigação de um duplo assassinato, ficando sob a orientação do Inspetor Fred Thursday. Devido às suas habilidades em solucionar casos complexos, Morse desperta a inveja de alguns de seus superiores, como o Sargento Detetive Jakes e o Superintendente Chefe Bright. Thursday e Strange o incentivam a prestar o exame de sargento para se tornar oficialmente o braço direito de Thursday.
Durante a perseguição a um assassino, Morse é baleado e afastado para trabalhar em tarefas leves. Ao mesmo tempo, o jovem Morse lida com a morte de seu insensível pai.

## Segunda Temporada (2014)
A segunda temporada de Endeavour, ambientada em 1966, apresenta quatro novos mistérios. Morse retorna à delegacia após meses de trabalho no condado de Oxfordshire, sob a direção do Detetive Inspetor Bart Church. Após um tiroteio, ele enfrenta estresse e problemas com o consumo de álcool. Ao mesmo tempo, sua relação com o mentor Fred Thursday se fortalece após solucionar crimes desafiadores.
Morse sofre uma concussão e é tratado pela enfermeira Monica Hicks, que desperta seu interesse. Enquanto isso, Strange se aprofunda com a maçonaria, enquanto a filha de Thursday, Joan, começa a demonstrar um interesse por Morse. No decorrer das investigações, surgem suspeitas sobre a ligação de Morse com pessoas poderosas, algo que os coloca em risco.
No final, ocorre uma fusão entre as forças policiais da região, e Fred Thursday é acusado de corrupção, passando a considerar sua aposentadoria. Enquanto Morse e Thursday investigam os rumores, Morse é emboscado e Thursday acaba baleado. A história se encerra com Morse sendo preso e acusado de assassinar Rupert Standish, deixando o futuro dos personagens em suspense.

## Terceira Temporada (2016)
Durante a primavera de 1967, Morse é inocentado do assassinato do Chefe de Polícia Standish, e os registros do caso Blenheim Vale são classificados por 50 anos. O Detetive Inspetor Fred Thursday, após ser liberado do hospital, lida com uma tosse crônica causada por uma bala não removida. Monica e Morse reconhecem que seguiram caminhos diferentes. Strange é promovido a sargento, enquanto Morse, com o incentivo de Thursday, retorna ao serviço investigando um assassinato. 
Depois de resolver alguns casos, incluindo um sequestro falso, o Sargento Detetive Jakes se aposenta, e Shirley Trewlove é incorporada à equipe policial. Morse realiza sua prova de sargento, e enquanto realiza a investigação de um assalto a banco, a filha de Thursday, Joan, é sequestrada. Após o resgate e a prisão dos criminosos, Joan fica abalada e decide deixar Oxford.

## Quarta Temporada (2017)
Morse é reprovado em seu exame depois que sua prova desparece. Bright descobre que o exame de Morse foi o único que se perdeu e suspeita que tenha ocorrido uma sabotagem. Mesmo assim, Morse decide continuar em Oxford, resolvendo um complicado caso envolvendo um assassinato. Morse encontra Joan em Leamington Spa, mas recusa seu pedido para voltar a Oxford, pedindo a Morse para não revelar seu paradeiro ao pai.
Morse recebe uma proposta de trabalho em Londres e pensa em deixar Oxford. Fred Thursday descobre o endereço de Joan e tenta  afastá-la do namorado abusivo. Joan, machucada, vai até a casa de Morse, que pede ela em casamento, mas Joan nega seu pedido. Morse recebe a notícia de que Joan sofreu um acidente e está no hospital. Após evitar um desastre em uma usina nuclear, Thursday é promovido a chefe de polícia, enquanto Morse torna-se sargento detetive. Ambos são condecorados, em segredo, com a Medalha de Jorge.

## Quinta Temporada (2018)
A temporada se inicia com a fusão das forças policiais da região, formando então a Força de Polícia do Vale do Tâmisa. Em 1968, o destino da delegacia em Cowley e seus membros encontra-se em jogo. Morse, agora sargento detetive, trabalha com o novato George Fancy, mas se frustra com a falta de iniciativa dele. Joan retorna a Oxford, encontrando-se com Morse de vez em quando. Enquanto isso, o Inspetor Chefe Fred Thursday, passa a enxergar com incerteza sua aposentadoria.
Em meio à rivalidade de gangues na cidade, George Fancy acaba morto em um tiroteio. Shirley Trewlove é transferida para a Scotland Yard, e o restante da equipe lida com a morte de Fancy e o fechamento da delegacia em Cowley. A temporada termina com Morse encontrando-se com Joan.

## Sexta Temporada (2019)
Meses se passaram. Bright é transferido para a Divisão de Trânsito, e fica conhecido como o "Homem Pelicano" depois de aparecer em um filme. Thursday, rebaixado a Detetive Inspetor, trabalha na delegacia de Castle Gate, juntando-se a Morse e Strange. A delegacia passa a ser dirigida pelos corruptos Ronnie Box, e Alan Jago, como Inspetor Chefe de Detetives, e Sargento Detetive, respectivamente. Box e Jago abusam de sua autoridade e tomam o crédito pelo trabalho de Morse, além de desrespeitá-lo. Thursday, também não aceita a presença de Box e Jago, e alerta Morse a ter mais cautela.
Joan diz a Morse que um relacionamento entre eles não daria certo, mas acabam se envolvendo novamente enquanto investigam um desaparecimento. Ao longo da temporada, Morse, Thursday e Bright descobrem o caráter de Box e Jago. Durante uma discussão, Jago admite ter matado Fancy usando a arma de Box. 
No fim, Box enfrenta Jago, resuntando na morte de Jago. Outros superiores de Box, incluindo incluindo o Conselheiro Clive Burkitt, se revelam corruptos e terminam presos. Bright assume o comando da delegacia em Castle Gate, e Thursday promovido a Inspetor Chefe de Detetives. Morse e Strange são mantidos como detetives. 

## Sétima Temporada (2020)
Em 1969, na véspera de ano novo, Morse está de férias em Veneza. Enquanto isso, em Oxford, uma investigação de assassinato se desenrola após Molly Andrews ser encontrada morta, e a suspeita recair sobre seu namorado, Carl Sturgiss. Morse se encontra com Ludo, um antigo conhecido, e começa um relacionamento com Violetta. Em meio a ocorrência de estranhos assassinatos, Morse desconfia de um esquema de fraude envolvendo seguros.
Morse desconfia de Ludo e começa a conectá-lo com Sturgiss. No final, Ludo acaba morto por Thursday, e Violetta morre tragicamente nos braços de Morse.

## Oitava Temporada (2021)
No ano de 1971, Morse tenta resolver o caso de um jogador de futebol da Irlanda do Norte, sendo ameaçado por paramilitares. A equipe começa a investigar o assassinato de um taxista. Jim Strange começa a se envolver com Joan.
Sam Thursday desaparece na Irlanda do Norte e, durante uma tempestade de neve, Morse fica preso em um hotel abandonado com um grupo de passageiros, sem comunicação com o exterior, enquanto rememora os assassinatos ocorridos no local anos antes.
A morte de Violetta faz com que Morse se entregue ao álcool, que afeta seu desempenho profissional. Seus colegas percebem isso e Fred Thursday aconselha Morse a tirar uma licença para buscar ajuda.

## Nona Temporada (2023)
Por volta de 1972, Sam Thursday retorna à delegacia de Castle Gate após cumprir uma missão militar na Irlanda do Norte. Enquanto isso, dois corpos são encontrados em Oxford.
Morse percebe uma ligação entre o desaparecimento de uma mulher e seu antigo chefe. Jim Strange se casa com Joan e é transferido para outra cidade. Fred Thursday se afasta para cuidar da família, enquanto Reginald Bright está prestes a se aposentar. Bright sugere a Morse que se transfira para a delegacia de Cowley para trabalhar como assistente do então Detetive McNutt. 
O destino dos acontecimentos, conduz diretamente à narrativa inicial da série Inspector Morse.

## Elenco
| Ator            | Personagem      | Posição |
| --------------- | --------------- | --- |
| Shaun Evans     | Endeavour Morse | Detetive assistente no departamento de investigação criminal de Oxford e na delegacia de policia em Cowley. |
| Roger Allam     | Fred Thursday   | Detetive inspetor do departamento de investigação criminal de Oxford e na delegacia de Cowley.              |
| Anton Lesser    | Reginald Bright | Superintendente do departamento de investigação criminal de Oxford e na delegacia de Cowley.                |
| Jack Laskey     | Peter Jakes     | Detetive e sargento do departamento de investigação criminal de Oxford e na delegacia de Cowley.            |
| Sean Rigby      | Jim Strange     | Policial assistente do departamento de investigação criminal de Oxford e na delegacia de Cowley.            |
| James Bradshaw  | Dr. Max DeBryn  | Patologista                                                                                                 |
| Abigail Thaw    | Dorothea Frazil | Editora do jornal Oxford Mail.                                                                              |
| Caroline O’Neil | Win Thursday    | Esposa do inspetor Thursday                                                                                 |
| Sara Vickers    | Joan Thursday   | Filha do inspetor Thursday                                                                                  |
| Jack Bannon     | Sam Thursday    | Filho do inspetor Thursday                                                                                  |
| Shvorne Marks   | Monica Hicks    | Vizinha de Morse, enfermeira que inicia um relacionamento com ele.                                          |
| Simon Kunz      | Bart Church     | Detetive inspetor do departamento de investigação do condado de Oxfordshire e da delegacia de Witney.       |

## Recepção
A audiência da série chamou a atenção de jornalistas como Mark Sweeny do The Guardian, onde ele afirmou que qualquer decisão de encomendar uma série subsequente seria bem fácil. Depois da estreia norte-americana, o crítico Robert Lloyd do Los Angeles Times chamou Endeavour de complicado na medida certa e um mistério suburbano envolvente.
A série é uma das melhores audiências do canal ITV e sua segunda temporada registrou uma média de 6.15 milhões de telespectadores. Apesar dos comentários favoráveis, alguns críticos tem chamado os casos de quebra-cabeças ocasionalmente insatisfatórios, que acabam em conclusões melodramáticas e algumas vezes absurdas.  

## Guia de episódios

### 1ª Temporada
| Título | Direção        | Escrito por   | Data de exibição      | Audiência (fonte ARB) incluindo ITV HD e ITV+1 |
| --- | -------------- | ------------- | --------------------- | ---------------------------------------------- |
| Piloto (Endeavour) | Colm McCarthy  | Russell Lewis | 02 de janeiro de 2012 | 8.21 milhões                                   |
| No telefilme piloto o jovem detetive Endeavour Morse se junta ao inspetor Fred Thursday para investigar o desaparecimento de uma estudante de 15 anos em Oxford. |                |               |                       |                                                |
| Girl | Ed Bazalgette  | Russell Lewis | 14 de abril de 2013   | 7.43 milhões                                   |
| Após o sucesso do piloto, a primeira temporada começa com a morte de uma estudante de secretariado e o surgimento das filmagens de um médico. Tudo parece desconectado para a polícia, mas não para o jovem Morse. |                |               |                       |                                                |
| Fugue | Tom Vaughan    | Russell Lewis | 21 de abril de 2013   | 7.00 milhões                                   |
| Neste episódio Morse investiga o estrangulamento de uma mulher casada e o envenenamento de um botânico idoso. As pistas apontam um assassino em série que não sairá ileso do jovem detetive. |                |               |                       |                                                |
| Rocket | Craig Viveiros | Russell Lewis | 28 de abril de 2013   | 7.07 milhões                                   |
| Um pobre mecânico é assassinado durante uma visita da realeza aos donos de uma fábrica de munição. Thursday e Jakes conduzem a investigação, enquanto Morse é obrigado a fazer tarefas rotineiras. Com o envolvimento da família real, o superintendente Bright teme por sua posição, a menos que o caso seja resolvido rapidamente. |                |               |                       |                                                |
| Home | Colm McCarthy  | Russell Lewis | 5 de maio de 2013     | 6.62 milhões                                   |
| Morse concilia as suas obrigações gerais com a investigação de um aparente atropelamento seguido de fuga, que já custou a vida de um professor de Oxford. A vida da polícia fica ainda mais complicada quando um gangster conhecido como East London surge na cidade, enquanto isso Vic Kasper, um antigo inimigo de Thursday reacende uma rixa pessoal. Nesse meio tempo, Morse faz uma viagem para Lincolnshire, para visitar seu pai que está doente. |                |               |                       |                                                |

### 2ª Temporada
| Título | Direção            | Escrito por   | Data de exibição    | Audiência (fonte ARB) incluindo ITV HD e ITV+1 |
| --- | ------------------ | ------------- | ------------------- | ---------------------------------------------- |
| Trove | Kristoffer Nyholm  | Russell Lewis | 30 de março de 2014 | 6.48 milhões                                   |
| Na primavera de 1966, após retornar de sua licença médica, Morse investiga um aparente suicídio que ocorre durante um desfile em Oxford, o desaparecimento de uma garota de Oxfordshire e o roubo de um Trove (artefato antigo) de uma faculdade. Para chegar a solução dos casos, o detetive terá que revelar segredos escondidos na universidade e que vão muito além da cidade.                                                                                                   |                    |               |                     |                                                |
| Nocturne | Giuseppe Capotondi | Russell Lewis | 6 de abril de 2014  | 6.19 milhões                                   |
| Em julho de 1966 no quase vazio Museu de História Natural, com exceção de algumas alunas, o especialista em heráldica e genealogia Adrian Weiss é assassinado. A semelhança com um caso de uma estudante de 12 anos leva Morse a voltar 100 anos no tempo para encontrar as conexões que vão ajudá-lo a resolver os crimes. |                    |               |                     |                                                |
| Swan | Andy Wilson        | Russell Lewis | 13 de abril de 2014 | 5.93 milhões                                   |
| Um dona de casa é encontrada estrangulada e torna-se a terceira vítima de um possível assassino em série. Com o criminoso à solta a polícia de Oxford chega ao seu limite. Durante as investigações um dos suspeitos também é um velho conhecido do inspetor Thursday, que ele pensava estar morto, trazendo complicações na sua relação com a família e com Morse. |                    |               |                     |                                                |
| Neverland | Geoffrey Sax       | Russell Lewis | 20 de abril de 2014 | 6.01 milhões                                   |
| Quando um criminoso foge de uma prisão aberta, ele desencadeia uma reação em massa de eventos preocupantes, ameaçando expor horrores do passado nunca mencionados. Um pai violento é dado como desaparecido, enquanto o corpo de um jornalista é encontrado em uma linha de trem, os dois homens tem ligação com a instituição para garotos de Blenheim Vale, que em breve será transformada em um quartel que reorganizará as forças locais para formar a polícia de Thames Valley. |                    |               |                     |                                                |